# Asparagus khorasanensis
Asparagus khorasanensis är en sparrisväxtart som beskrevs av Hamdi och Mostafa Assadi. Asparagus khorasanensis ingår i släktet sparrisar, och familjen sparrisväxter. Inga underarter finns listade i Catalogue of Life.